# Siebe Schrijvers
Siebe Schrijvers (Peer, Bélgica, 18 de julio de 1996) es un futbolista belga que juega como centrocampista en el Oud-Heverlee Leuven de la Primera División de Bélgica.

## Selección nacional
Ha sido internacional con Bélgica en categorías inferiores.

## Clubes
| Club                      | País    | Año       |
| ------------------------- | ------- | --------- |
| K. R. C. Genk             | Bélgica | 2012-2018 |
| Waasland-Beveren (cedido) | Bélgica | 2016-2017 |
| Club Brujas               | Bélgica | 2018-2021 |
| Oud-Heverlee Leuven       | Bélgica | 2021-     |

## Palmarés

### Campeonatos nacionales
| Título                      | Club          | País    | Año     |
| --------------------------- | ------------- | ------- | ------- |
| Copa de Bélgica             | K. R. C. Genk | Bélgica | 2012-13 |
| Supercopa de Bélgica        | Club Brujas   | Bélgica | 2018    |
| Primera División de Bélgica | Club Brujas   | Bélgica | 2019-20 |